# 尼泊尔红色共产党
尼泊尔红色共产党是尼泊尔历史上的一个共产主义政党。该党起源于1946年在加德满都成立的共产主义联盟。该党的领导人是Ganga Lal Shrestha。1957年，该党派代表参加尼泊尔共产党第二次代表大会，试图达成两党合并，但由于尼泊尔共产党的内部分歧，代表大会上没有提出与该党合并的议题，该党的代表遂在代表大会闭幕前退场
。